# Nagy pókvadász
A nagy pókvadász (Arachnothera magna) a madarak (Aves) osztályának a verébalakúak (Passeriformes) rendjébe, ezen belül a nektármadárfélék (Nectariniidae) családjába tartozó faj.

## Rendszerezése
A fajt Brian Houghton Hodgson angol ornitológus írta le 1837-ben, a Cinnyris nembe Cinnyris magna néven.

## Alfajai
- Arachnothera magna aurata Blyth, 1855
- Arachnothera magna magna (Hodgson, 1836)
- Arachnothera magna musarum Deignan, 1956
- Arachnothera magna pagodarum Deignan, 1956
- Arachnothera magna remota Riley, 1940[2]

## Előfordulása
Banglades, Bhután, India, Kambodzsa, Kína, Laosz, Malajzia, Mianmar, Nepál, Thaiföld és Vietnám területén honos. 
Természetes élőhelyei a szubtrópusi és trópusi száraz erdők, síkvidéki és hegyi esőerdők és  cserjések, valamint vidéki kertek. Állandó, nem vonuló faj.

## Megjelenése
Testhossza 21 centiméter.

## Természetvédelmi helyzete
Az elterjedési területe rendkívül nagy, egyedszáma pedig stabil. A Természetvédelmi Világszövetség Vörös listáján nem fenyegetett fajként szerepel.